# Креспине
Креспине́ (фр. и окс. Crespinet) — коммуна во Франции, находится в регионе Юг — Пиренеи. Департамент — Тарн. Входит в состав кантона Кармо-1 Ле-Сегала. Округ коммуны — Альби.
Код INSEE коммуны — 81073.

## География

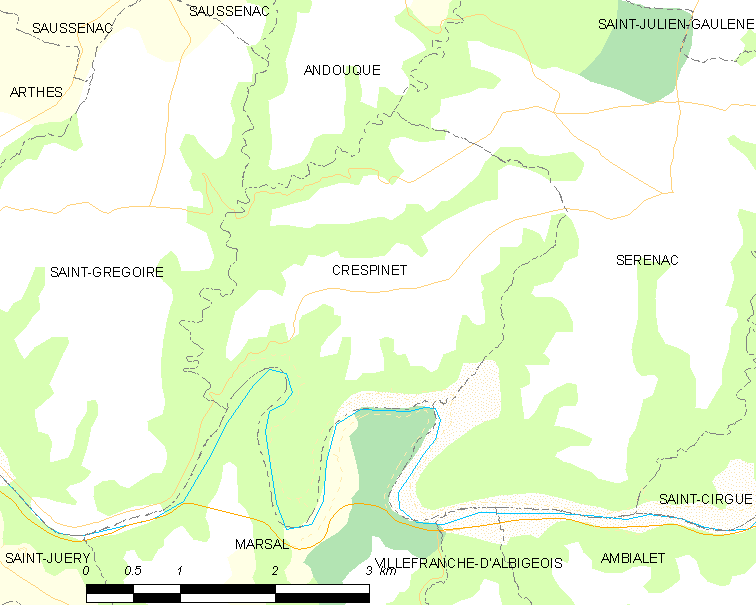
Карта коммуны

Коммуна расположена приблизительно в 550 км к югу от Парижа, в 80 км северо-восточнее Тулузы, в 14 км к востоку от Альби.
На юге коммуны протекает река Тарн.

## Климат
Климат умеренно-океанический. Зима мягкая и дождливая, лето жаркое с частыми грозами. Ветры довольно редки.

## Население
Население коммуны на 2010 год составляло 156 человек.
| 1962 | 1968 | 1975 | 1982 | 1990 | 1999 | 2010 |
| ---- | ---- | ---- | ---- | ---- | ---- | ---- |
| 149  | 132  | 137  | 118  | 188  | 175  | 156  |

## Экономика
В 2007 году среди 95 человек в трудоспособном возрасте (15—64 лет) 74 были экономически активными, 21 — неактивными (показатель активности — 77,9 %, в 1999 году было 72,8 %). Из 74 активных работали 63 человека (32 мужчины и 31 женщина), безработных было 11 (5 мужчин и 6 женщин). Среди 21 неактивных 3 человека были учениками или студентами, 12 — пенсионерами, 6 были неактивными по другим причинам.

## Достопримечательности
- Церковь Св. Иоанна (XIII век). Исторический памятник с 1978 года.[4]
- Укреплённый дом (XIV век). Исторический памятник с 2006 года.[5]